# Dolichurus quadridentatus
Dolichurus quadridentatus là một loài côn trùng cánh màng trong họ Ampulicidae, thuộc chi Dolichurus. Loài này được Arnold miêu tả khoa học đầu tiên năm 1940.